# باشگاه فوتبال پرسپولیس در فصل ۰۱–۱۴۰۰
فصل ۰۱–۱۴۰۰، بیست و یکمین حضور باشگاه پرسپولیس در لیگ برتر ایران است. این تیم در این فصل در لیگ برتر فوتبال ایران ۰۱–۱۴۰۰، جام حذفی فوتبال ایران ۰۱–۱۴۰۰، سوپرجام فوتبال ایران ۱۴۰۰، لیگ قهرمانان آسیا ۲۰۲۱ شرکت می‌کند. این تیم اولین بازی خود در این فصل را در تاریخ ۲۳ شهریور در مرحله ۱/۸ نهایی لیگ قهرمانان آسیا مقابل استقلال دوشنبه آغاز می‌کرد و با یک گل از حریف تاجیکی خود گذشت

## لباس
تامین کننده:  آل‌اشپورت

| لباس اول | لباس دوم | لباس سوم | لباس‌چهارم |

آخرین بروز رسانی: تیر ۱۴۰۱.
منبع: ورزش‌سه

اسپانسر
- اسپانسر اصلی: بانک گردشگری ، ایرانسل[۱]
- اسپانسرهای دیگر: همراه اول
- کارگزار: ایده پویان ماژ [۲]

## مرور فصل
لیگ قهرمانان آسیا

### لیگ قهرمانان آسیا ۲۰۲۱
باشگاه پرسپولیس در دور گروهی، موفق شد با ۵ برد و ۱ باخت، بهترین تیم مرحله گروهی غرب آسیا شد و موفق به صعود به مرحله حذفی شد. برای دیدن نتایج این تیم در مرحله گروهی، اینجا را کلیک کنید و به قسمت لیگ قهرمانان آسیا بروید.
پرسپولیس در مرحله ۱/۸ به مصاف تیم استقلال تاجیکستان رفت که کمتر کسی فکرش را می‌کرد بتواند صعود کند. این دیدار در ورزشگاه پامیر دوشنبه انجام شد و با حضور تعداد زیادی تماشاگر تاجیکی برای دیدن بازی تیم‌شان همراه بود. این دیدار برخلاف چیزی که انتظار می‌رفت، دیدار پابه‌پایی بود و دوتیم تقریباً مثل هم بازی می‌کردند و تا قبل از دقیقه ۹۰ همه به این معتقد بودند که بازی به ضربات پنالتی کشیده می‌شود. اما در همین دقیقه، مهدی ترابی از گوشه محوطه جریمه، ارسالی شبیه به سانتر انجام داد که با گذشتن از دستان دروازه‌بان تیم استقلال، وارد دروازه شد و باعث شد تیم پرسپولیس با یک گل از حریف تاجیکی خود گذشت. یک ماه بعد و در مرحله ۱/۴ نهایی، تیم پرسپولیس به مصاف پرافتخارترین تیم آسیا، الهلال عربستان رفت. این تیم در بازی‌های اخیر خود نتایج خوبی نداشته و همین باعث شده خیلی‌ها پرسپولیس را از پیش برنده بدانند. این بازی با حواشی عجیبی همراه بود. ضمن اینکه بازی در زمین حریف و با حضور کامل هواداران برگزار می‌شد، قبل از بازی این دوتیم، تیم پرسپولیس در راه سفر به ریاض به مشکل برخورد و پرواز این تیم کنسل شد. این باشگاه در یک اعتراض مدعی شده بود که دولت عربستان مانع از این کار شد که این حرف بعد از اینکه مشخص شد باشگاه پرسپولیس زمان نامناسبی را برای فرستادن لیست بازیکنانش انتخاب کرده رد شد. همچنین سوشا مکانی که دروازه‌بان نه‌چندان موفق پرسپولیس در فصل‌های ۹۳ و ۹۴ بود، در یک استوری از تیم الهلال حمایت کرد که حواشی زیادی به همراه داشت.
این دیدار برخلاف چیزی که پیش‌بینی می‌شد، کاملاً یک‌طرفه و به سود الهلال بود و سعودی‌ها بدون اینکه دروازه‌شان با موقعیت جدی مواجه شود، با نتیجه ۳–۰ تیم پرسپولیس را شکست داد و در ادامه هم با شکست النصر عربستان، به فینال صعود کرد. با این حال، این اولین باری بود که باشگاه پرسپولیس در مرحله ۱/۴ نهایی حذف می‌شد.

### لیگ قهرمانان آسیا ۲۰۲۲
باشگاه پرسپولیس با قهرمانی در لیگ برتر جواز حضور در لیگ قهرمانان سال ۲۰۲۲ آسیا را بدست آورد. کنفدراسیون فوتبال آسیا در خبری کوتاه سرانجام اعلام کرد که پرسپولیس و استقلال مجوز‌های لازم برای حضور در لیگ قهرمانان آسیا ۲۰۲۲ را به دست نیاوردند و از لیگ قهرمانان کنار رفتند.

### لیگ برتر
قرعه کشی برگزار شده در مجتمع «معین مال» با حواشی بسیار زیادی همراه بود. علاوه بر بی نظمی مشهود در سالن برگزاری، نتیجه آن نیز با پرسش‌های بسیاری همراه بوده؛ از جمله شباهت قرعه سرخپوشان پایتخت به فصول قبلی که بررسی آن در شش فصل اخیر، نکات دیگری را هم نمایان کند. بسیاری از هواداران پرسپولیس در فضای مجازی با ذکر نکاتی کوچک، شبهاتی را در قرعه کشی ایجاد کردند و خواستار پاسخگویی سازمان لیگ فوتبال ایران شدند.
این تیم فصل گذشته در سه هفته پیاپی به ترتیب به مصاف ذوب آهن، سپاهان و استقلال رفت و امسال سه هفته متوالی باید برابر ذوب آهن، سپاهان و تراکتور قرار بگیرد. داربی تهران هفته هشتم برگزار می‌شود و نبرد پرسپولیس و سپاهان هم در هفته دوازدهم خواهد بود. پرسپولیس لیگ را با مصاف برابر فولاد آغاز می‌کند و مقابل فجرسپاسی به پایان می‌برد. پرسپولیس قبل از داربی با نفت مسجدسلیمان پیکار می‌کند.

### نیم فصل اول
در اولین بازی لیگ برتر، تیم پرسپولیس به مصاف تیم فولاد رفت. دیدار فولاد و پرسپولیس در فولاد آرنا صورت گرفت که با برد سه بر یک پرسپولیس به اتمام رسید. فولاد که رکورد بیست و پنج بازی بدون شکست در خانه را یدک می‌کشید، در مقابل پرسپولیس تسلیم شد. آخرین شکست خانگی فولاد مقابل پرسپولیس کالدرون در فولادآرنا بود و بعد از ان در هیچ مسابقه خانگی شکست را تجربه نکرده بود. پرسپولیس در دومین بازی لیگ برتری با نتیجه دو بر یک در ورزشگاه آزادی از سد نساجی عبور کرد. در سومین بازی پرسپولیس در ورزشگاه امام خمینی با یک گل مغلوب آلومینیوم شد. در چهارمین بازی گل‌گهر در ورزشگاه آزادی میهمان پرسپولیس بود که در نهایت دو تیم به تساوی یک بر یک رضایت دادند. در پنجمین بازی در مس سرچشمه، پرسپولیس مهمان تیم مس رفسنجان بود و در نهایت دو تیم به تساوی رضایت دادند. در ششمین بازی در استادیوم آزادی برای اولین بازی تماشاگران پس از دو سال (۶۵۷ روز)به استادیوم امدند. سرخپوشان ایران آخرین بار در دربی هفدهم بهمن 1398 این فرصت را پیدا کردند که در حضور هواداران پرشمار و پرشور پرسپولیس در میدان مسابقه حضور پیدا کنند. از هفته بیستم بود که حضور تماشاگران ممنوع شد و پس از آن با اوج گرفتن پاندمی منحوس کرونا حضور تماشاگران به تعطیلی گرایید و پرسپولیس و هوادارانش یکدیگر را در مسابقات ملاقات نکردند.این بازی در نهایت یک بر صفر به نفع پرسپولیس تمام شد. بازی هفته هفتم پرسپولیس با نفت.م.س بانیم ساعت تاخیر آغاز شد و پرسپولیس در نهایت با گل مهدی عبدی یک بر صفر برنده بازی شد. در هفته هشتم پرسپولیس در دربی نود و هفتم مقابل استقلال به تساوی بدون گل رسید. در هفته نهم پرسپولیس در ورزشگاه آزادی میزبان تیم هوادار بود اما با وجود خلق موقعیت های فراوان و بر خلاف جریان بازی تیم هوادار بود که پیش افتاد ؛ این در حالی بود که گل دوم تیم هوادار با دست وارد دروازه پرسپولیس شد اما داور بازی که صحنه را هم دید، گل را قبول کرد. در اخر دو تیم به تساوی دو بر دو رضایت دادند. در بازی هفته دهم در ورزشگاه دستگردی، پرسپولیس با نتیجه سه بر یک پیکان را شکست داد. در هفته یازدهم رقابت ها پرسپولیس با دو گل مقابل ذوب آهن پیروز مسابقه شد. پرسپولیس در بازی با ذوب آهن به رکورد ۳۰۰ برد در لیگ برتر رسید. در هفته دوازدهم و در بازی حساس سپاهان و پرسپولیس که در زمین بی طرف برگزار میشد ، پرسپولیس با تک گل کمال کامیابی نیا از سد حریف خود گذشت.
در هفته سیزدهم و در ورزشگاه آزادی پرسپولیس دو بر یک تراکتور را شکست داد. این پنجمین برد پیاپی پرسپولیس مقابل تراکتور در لیگ برتر و سوپر جام است. در هفته چهاردهم و در ورزشگاه ثامن پرسپولیس مقابل پدیده متوقف شد. در هفته پانزدهم و در بازی اخر نیم فصل اول پرسپولیس در ورزشگاه آزادی با تک گل مهدی ترابی ،فجر سپاسی را از پیش رو برداشت.

### نیم فصل دوم
پرسپولیس در اولین بازی نیم فصل دوم روز شنبه دو بهمن در ورزشگاه آزادی به مصاف به فولاد رفت و با تک گل مهدی عبدی بازی را برد و پرسپولیس فولاد را به عنوان اولین تیم در این فصل دبل کرد. در هفته هفدهم نساجی که در ورزشگاه امام رضا از پرسپولیس میزبانی میکرد متحمل شکست سه بر یک شد. گل دوم پرسپولیس به نساجی در دقیقه ۷ در وضعیت بازیسازی زده شد. این گل با پاس لک و دریبل فرجی شروع شد و با همکاری سریع پهلوان و وحید امیری به نتیجه رسید. این یکی از گل‌های فنی و زیبای فصل جاری لیگ برتر بود که در یک اپیزود ۱۹ ثانیه ای ثبت شد. در سومین بازی از نیم فصل دوم و در هفته هجدهم لیگ برتر پرسپولیس در ورزشگاه آزادی به مصاف آلومینیوم رفت که تنها باخت پرسپولیس در نیم فصل اول جلوی همین تیم بود. بازی در نهایت با دو گل پاکدل و اسدی به نفع پرسپولیس به پایان رسید. در هفته نوزدهم لیگ برتر پرسپولیس مقابل گل‌گهر به تساوی یک بر یک رسید. در هفته بیستم لیگ برتر پرسپولیس با نتیجه سه بر یک از سد مس رفسنجان گذشت. گل دوم پرسپولیس در این بازی که توسط کمال کامیابی‌نیا زده شد نهصدمین گل پرسپولیس در ادوار لیگ برتر بود. در این بازی احمد گوهری اولین بازی خود را برای پرسپولیس انجام داد. در هفته بیست و یکم لیگ خلیج فارس صنعت نفت که در آبادان میزبان پرسپولیس بود با دو گل پیروز مسابقه شد. در هفته بیست و دوم پرسپولیس با دبل رضا اسدی دو بر یک ن.م.س را شکست داد. در هفته بیست و سوم دربی ۹۸ به تساوی یک بر یک رسید. احمد گوهری با حضور در دربی 98 بیست و هشتمین دروازه بان پرسپولیس در دربی لقب گرفت. در هفته بیست و چهارم پرسپولیس مقابل هوادار متوقف شد. در هفته بیست و پنجم لیگ برتر پرسپولیس با دو گل از سد پیکان گذشت. در دقیقه ۳۲ عالیشاه با یک برخورد شدید از زمین بازی اخراج شد تا پرسپولیس برای بیش از یک ساعت 10 نفره شود. نکته ویژه دیگر این بازی بازگشت حامد لک به دروازه پرسپولیس بود که دروازه خود را بسته نگه داشت.در هفته بیست و ششم پرسپولیس در ورزشگاه فولادشهر مقابل ذوب‌آهن با نتیجه یک یک متوقف شد. در هفته بیست و هفتم پرسپولیس با نتیجه دو بر یک بازی را به سپاهان واگذار کرد. با این نتیجه پرسپولیس قهرمانی را از دست داد. در هفته بیست و هشتم دیدار برگشت تیم‌های فوتبال پرسپولیس و تراکتور پس از مشکلات فراوان و سنگ‌پرانی‌های تماشاگران میزبان در ورزشگاه یادگار امام تبریز، با تساوی بدون گل، نیمه تمام ماند. در هفته بیست و نهم پرسپولیس با نتیجه دو بر یک شهر خودرو را برد  و حکم سقوط این تیم به دسته یک را امضا کرد. در هفته سی‌ام لیگ برتر و آخرین بازی فصل پرسپولیس موفق شد فجرسپاسی را با تک گل امید عالیشاه شکست بدهد.

### جام حذفی
مراسم قرعه کشی مرحله یک شانزدهم جام حذفی فوتبال ایران در چهارشنبه ۱۰ آذر ۱۴۰۰ در محل سازمان لیگ انجام شد و در این مرحله پرسپولیس در ورزشگاه آزادی به مصاف تیم ویستا توربین خواهد رفت. پرسپولیس در مرحله یک شانزدهم جام حذفی مقابل ویستاتوربین در ورزشگاه آزادی به میدان رفت و با چهار گل از سد حریف خود گذشت. در این بازی سیامک نعمتی برای اولین بار از ابتدای مسابقه بازوبند کاپیتانی را بر بازو بسته بود. محمد شریفی هافبک جوان پرسپولیس اولین گل خود را با پیراهن پرسپولیس به ثمر رساند. این بهترین استارت پرسپولیس در جام حذفی طی هشت سال اخیر است.
مراسم قرعه کشی مرحله یک هشتم نهایی جام حذفی فوتبال ایران در دوشنبه ۶ دی ۱۴۰۰ در محل سازمان لیگ انجام شد. دوشنبه در بیست و هفتم دی ماه هزار و چهارصد، پرسپولیس در مرحله یک هشتم نهایی در ورزشگاه فولادشهر به مصاف تیم ذوب‌آهن رفت و با دو گل مهدی عبدی و یک گل وحید امیری سه بر صفر حریف خود را شکست داد. در این بازی برای اولین بار دو بازیکن تاجیکی برای پرسپولیس به میدان رفتند. این برد هشتادمین پیروزی پرسپولیس در جام حذفی ایران است.
مراسم قرعه کشی مرحله یک چهارم نهایی جام حذفی فوتبال ایران در روز سه شنبه ۱۷ اسفند ۱۴۰۰ در محل سازمان لیگ انجام شد. پرسپولیس در این مرحله به مصاف آلومینیوم اراک رفت و بازی را با نتیجه سه بر دو به حریف خود واگذار کرد.

### سوپر جام
پرسپولیس و فولاد به عنوان قهرمانان لیگ و جام حذفی باید پیش از شروع فصل جدید در قالب بازی سوپرجام به مصاف هم می‌رفتند. با این وجود دراگان اسکوچیچ سرمربی تیم ملی از بیم مصدومیت بازیکنان درخواست کرد این دیدار به تعویق بیفتد. با اعلام سازمان لیگ مسابقه سوپرجام  بین دو تیم فولاد خوزستان و پرسپولیس روز دوشنبه ۱۸ بهمن راس ساعت ۱۷:۱۵ در ورزشگاه شهید سلیمانی سیرجان برگزار می شود. لیست بزرگسالان پرسپولیس در این بازی فقط ۱۲ بازیکن داشت؛ ۶ بازیکن بزرگسال پرسپولیس به دلایل مختلف غایب بودند! ترابی و پهلوان کرونا گرفتند. سرلک در تیم ملی مصدوم شد. آل کثیر و سیامک نعمتی هم مصدوم بودند. گوهری هم به خاطر پنجره بسته نتوانست در لیست باشد. بازی در نهایت با تک گل موسی کولیبالی به نفع فولاد به پایان رسید و فولاد قهرمان سوپرجام ایران شد.

## کادر فنی
| پست              | نام                      |
| ---------------- | ------------------------ |
| سرمربی           | یحیی گل‌محمدی             |
| مربی             | کریم باقری               |
| مربی             | حمید مطهری               |
| مربی دروازه‌بان‌ها | داوود فنایی              |
| مربی بدنساز      | مظاهر رحیم‌پور            |
| آنالیزور         | محمد عسگری مهرداد خانبان |
| دکتر             | علیرضا حقیقت             |
| فیزیوتراپیست     | علی اعظم                 |
| سرپرست           | افشین پیروانی            |
| مدیر رسانه       | علیرضا اشرف              |

## بازیکنان
- در لیست بازیکنان پرسپولیس فقط سه بازیکن آکادمی به صورت رسمی وارد تیم بزرگسالان شده‌اند. (امیرمحمد یوسفی-علی جودکی-محمد عمری)[۵۷]

| دروازه‌بان |           |                   |                |               |
| شماره     | ملیت      | نام               | تیم قبلی       | توضیحات       |
| ۸۱        | ایران     | حامد لک           | ماشین‌سازی      |               |
| ۹۹        | ایران     | احمد گوهری        | صنعت نفت       |               |
| ۳۴        | ایران     | امیرمحمد یوسفی    | آکادمی         | زیر ۲۱ سال    |
| مدافع     |           |                   |                |               |
| ۴         | ایران     | سید جلال حسینی    | نفت تهران      | کاپیتان اول   |
| ۲۷        | ایران     | رامین رضاییان     | الدحیل         |               |
| ۳         | ایران     | فرشاد فرجی        | پدیده          |               |
| ۵         | ایران     | علیرضا ابراهیمی   | گل‌گهر          |               |
| ۶         | ایران     | علی نعمتی         | پدیده          |               |
| ۷۷        | ایران     | سعید آقایی        | سپاهان         |               |
| ۳۸        | ایران     | علی جودکی         | آکادمی         | زیر ۲۳ سال    |
| ۶۶        | تاجیکستان | وحدت حنانوف       | استقلال دوشنبه | زیر ۲۳ سال    |
| ۵۵        | تاجیکستان | منوچهر صفروف      | استقلال دوشنبه | زیر ۲۱ سال    |
| هافبک     |           |                   |                |               |
| ۲         | ایران     | امید عالیشاه      | راه آهن        | کاپیتان دوم   |
| ۱۱        | ایران     | کمال کامیابی نیا  | نفت تهران      | کاپیتان سوم   |
| ۱۹        | ایران     | وحید امیری        | ترابزون‌اسپور   | کاپیتان چهارم |
| ۸۸        | ایران     | سیامک نعمتی       | پیکان          | کاپیتان پنجم  |
| ۸         | ایران     | رضا اسدی          | سنت پولتن      |               |
| ۹         | ایران     | مهدی ترابی        | العربی         |               |
| ۱۰        | ایران     | میلاد سرلک        | پدیده          |               |
| ۱۴        | ایران     | احسان پهلوان      | ذوب‌آهن         |               |
| ۱۸        | ایران     | محمد شریفی        | سایپا          | زیر ۲۱ سال    |
| ۲۳        | ایران     | علی شجاعی         | نساجی          | زیر ۲۵ سال    |
| ۸۰        | ایران     | محمد عمری         | آکادمی         | زیر ۲۳ سال    |
| مهاجم     |           |                   |                |               |
| ۷۲        | ایران     | عیسی آل کثیر      | صنعت نفت       |               |
| ۱۶        | ایران     | مهدی عبدی         | آکادمی         | زیر ۲۳ سال    |
| ۴۰        | ایران     | حامد پاکدل        | آلومینیوم اراک |               |
| ۲۱        | ایران     | محمدمهدی مهدی‌خانی | واراژدین       | زیر ۲۵ سال    |
| ۷۰        | ازبکستان  | شیرزاد تمیروف     | پاختاکور       |               |

### بازیکنان امید
- این بازیکنان در لیست بازی‌های پرسپولیس نیستند و فقط در صورت نیاز کادرفنی، در تمرینات و بازی‌های دوستانه شرکت می‌کنند.

| شماره | پست       | نام                 | سن | در تیم |
| ----- | --------- | ------------------- | -- | ------ |
| ۳۹    | دروازه‌بان | امیرحسین حاجی آقا   | ۲۰ | آکادمی |
| ۳۷    | دروازه‌بان | محمدرضا باقری       | ۱۹ | آکادمی |
| ۷۴    | مدافع     | ابوالفضل سلیمانی    | ۲۰ | آکادمی |
| ۹۹    | مدافع     | امیرمحمد خارکش      | ۲۰ | آکادمی |
| ۷۳    | هافبک     | شهاب الدین دهقانیان | ۱۹ | آکادمی |
| ۲۰    | هافبک     | علی تیموری          | ۱۹ | آکادمی |
| ۴۰    | هافبک     | سيد پوريا ميرایي    | ۱۸ | آکادمی |
| ۱۵    | هافبک     | حسین حاجی زاده      | ۱۹ | آکادمی |
| ۲۵    | هافبک     | علی شرافت           | ۱۸ | آکادمی |

- در  ۲۳ بهمن ۱۴۰۰ امیرحسین حاجی آقا بازیکن امیدهای پرسپولیس راهی مقدونیه شد تا از او به عنوان جدیدترین لژیونر فوتبال ایران یاد شود.[۵۸][۵۹]

### بازیکنان قرضی
| شماره | پست   | نام          | سن | در تیم      |
| ----- | ----- | ------------ | -- | ----------- |
| ۳۳    | مدافع | سینا مهدوی   | ۲۲ | ملوان       |
| ۳۸    | مدافع | احسان حسینی  | ۲۲ | پدیده       |
| ۸۰    | هافبک | محمد حسینی   | ۲۱ | نیروی زمینی |
| ۲۷    | مهاجم | علیرضا خدایی | ۱۹ | سایپا       |

### بازیکنان ملی‌پوش
اطلاعات بازیکنان فقط مخصوص بازی در تیم ملی هست و ربطی به پست یا شماره بازیکن در تیم پرسپولیس ندارد.
| شماره | پست   | نام             | سن | تعداد بازی | تعداد گل | تاریخ عضویت |
| ----- | ----- | --------------- | -- | ---------- | -------- | ----------- |
| ۱۱    | هافبک | وحید امیری      | ۳۳ | ۶۶         | ۲        | ۲۰۱۵        |
| ۱۶    | هافبک | مهدی ترابی      | ۲۷ | ۳۴         | ۶        | ۲۰۱۵        |
| ۱۸    | هافبک | میلاد سرلک      | ۲۷ | ۹          | ۰        | ۲۰۲۱        |
| ۲۳    | هافبک | کمال کامیابی‌نیا | ۳۳ | ۶          | ۱        | ۲۰۱۵        |
| ۵     | مدافع | منوچهر صفروف    | ۲۰ | ۱۴         | ۰        | ۲۰۲۱        |
| ۶     | مدافع | وحدت حنانوف     | ۲۱ | ۱۰         | ۰        | ۲۰۲۱        |
| ۱۱    | مهاجم | شیرزاد تمیروف   | ۲۳ | ۱          | ۰        | ۲۰۲۲        |

### بازیکنان خارجی
| شماره | پست   | نام           | سن | از تیم         | نوع انتقال | تاریخ عضویت |
| ----- | ----- | ------------- | -- | -------------- | ---------- | ----------- |
| ۵۵    | مدافع | منوچهر صفروف  | ۲۰ | استقلال دوشنبه | دائم       | ۲۰۲۱        |
| ۶۶    | مدافع | وحدت حنانوف   | ۲۱ | استقلال دوشنبه | دائم       | ۲۰۲۱        |
| ۷۰    | مهاجم | شیرزاد تمیروف | ۲۳ | پاختاکور       | دائم       | ۲۰۲۲        |

## نقل و انتقالات

### ورودی تابستانی
| شماره | پست   | نام             | سن | از تیم         | مدت قرارداد | نوع انتقال  | تاریخ          |
| ----- | ----- | --------------- | -- | -------------- | ----------- | ----------- | -------------- |
| ورودی |       |                 |    |                |             |             |                |
| ۲۰    | مهاجم | امیر روستایی    | ۲۴ | پیکان          | ۱ سال       | بازگشت قرضی | ۲۰ مرداد ۱۴۰۰  |
| ۲۶    | هافبک | سعید حسین‌پور    | ۲۲ | ماشین‌سازی      | ۱ سال       | بازگشت قرضی | ۲۰ مرداد ۱۴۰۰  |
| ۲۵    | مهاجم | آریا برزگر      | ۱۹ | فجر سپاسی      | ۱ سال       | بازگشت قرضی | ۲۰ مرداد ۱۴۰۰  |
| ۵     | مدافع | علیرضا ابراهیمی | ۳۱ | گل گهر         | ۲ سال       | دائم        | ۲۰ مرداد ۱۴۰۰  |
| ۷۷    | هافبک | رضا دهقانی      | ۲۳ | نساجی          | ۲ سال       | دائم        | ۲۶ مرداد ۱۴۰۰  |
| ۶     | مدافع | علی نعمتی       | ۲۵ | پدیده          | ۳ سال       | دائم        | ۲ شهریور ۱۴۰۰  |
| ۸     | هافبک | رضا اسدی        | ۲۵ | سنت پولتن      | ۱ سال       | دائم        | ۵ شهریور ۱۴۰۰  |
| ۳۰    | مهاجم | حامد پاکدل      | ۲۹ | آلومینیوم اراک | ۲ سال       | دائم        | ۷ شهریور ۱۴۰۰  |
| ۳۲    | مدافع | علی جودکی       | ۲۱ | آکادمی         | نامشخص      | دائم        | ۱۲ شهریور ۱۴۰۰ |
| ۳۹    | هافبک | محمد عمری       | ۲۰ | آکادمی         | نامشخص      | دائم        | ۳۰ شهریور ۱۴۰۰ |
| ۱۳    | مدافع | وحدت حنانوف     | ۲۱ | استقلال دوشنبه | ۳ سال       | دائم        | ۱۶ آبان ۱۴۰۰   |
| ۵۵    | مدافع | منوچهر صفروف    | ۲۰ | استقلال دوشنبه | ۳ سال       | دائم        | ۱۶ آبان ۱۴۰۰   |

| شماره | پست   | نام              | سن | مدت تمدید | پایان قرارداد | تاریخ         | منبع   |
| ----- | ----- | ---------------- | -- | --------- | ------------- | ------------- | ------ |
| تمدید |       |                  |    |           |               |               |        |
| ۱۹    | هافبک | وحید امیری       | ۳۳ | ۳ فصل     | ۱۴۰۳          | ۲۹ مرداد ۱۴۰۰ | [ ۶۰ ] |
| ۱۷    | مدافع | مهدی شیری        | ۳۰ | ۲ فصل     | ۱۴۰۲          | ۳۰ مرداد ۱۴۰۰ | [ ۶۱ ] |
| ۲     | هافبک | امید عالیشاه     | ۲۹ | ۲ فصل     | ۱۴۰۲          | ۳۱ مرداد ۱۴۰۰ | [ ۶۲ ] |
| ۱۱    | هافبک | کمال کامیابی نیا | ۳۲ | ۳ فصل     | ۱۴۰۳          | ۲ شهریور ۱۴۰۰ | [ ۶۳ ] |

### خروجی تابستانی
| شماره | پست   | نام                   | سن | به تیم      | نوع انتقال  | تاریخ         |
| ----- | ----- | --------------------- | -- | ----------- | ----------- | ------------- |
| خروجی |       |                       |    |             |             |               |
| ۶     | مدافع | محمدحسین کنعانی‌زادگان | ۲۷ | الاهلی      | دائم        | ۱۳ مرداد ۱۴۰۰ |
| ۸     | هافبک | احمد نوراللهی         | ۲۸ | شباب الاهلی | دائم        | ۲۶ مرداد ۱۴۰۰ |
| ۷۰    | مهاجم | شهریار مغانلو         | ۲۶ | سانتاکلارا  | بازگشت قرضی | ۴ شهریور ۱۴۰۰ |
| ۲۶    | هافبک | سعید حسین‌پور          | ۲۲ | کاوالا      | دائم        | ۱ شهریور ۱۴۰۰ |
| ۳۰    | مهاجم | امیر روستایی          | ۲۳ | پیکان       | دائم        | ۴ شهریور ۱۴۰۰ |
| ۲۵    | مهاجم | آریا برزگر            | ۱۸ | فجر سپاسی   | قرضی        | ۷ شهریور ۱۴۰۰ |
| ۲۷    | مهاجم | علیرضا خدایی          | ۱۹ | سایپا       | قرضی        | ۱۶ آبان ۱۴۰۰  |
| ۲۰    | هافبک | رضا دهقانی            | ۲۳ | تراکنور     | دائم        | ۱۷ آبان ۱۴۰۰  |

### ورودی زمستانی
| شماره | پست       | نام           | سن | از تیم     | مدت قرارداد | نوع انتقال | تاریخ        | منبع          |
| ----- | --------- | ------------- | -- | ---------- | ----------- | ---------- | ------------ | ------------- |
| ورودی |           |               |    |            |             |            |              |               |
| ۹۹    | دروازه‌بان | احمد گوهری    | ۲۶ | نفت آبادان | ۱/۵ فصل     | دائم       | ۱۳ بهمن ۱۴۰۰ | [ ۶۴ ] [ ۶۵ ] |
| ۲۷    | مدافع     | رامین رضاییان | ۳۱ | الدحیل     | نیم فصل     | دائم       | ۲۳ بهمن ۱۴۰۰ | [ ۶۶ ] [ ۶۷ ] |
| ۷۰    | مهاجم     | شیرزاد تمیروف | ۲۳ | پاختاکور   | ۱/۵ فصل     | دائم       | ۹ اسفند ۱۴۰۰ | [ ۶۸ ] [ ۶۹ ] |

| شماره | پست       | نام       | سن | مدت تمدید | پایان قرارداد | تاریخ        | منبع          |
| ----- | --------- | --------- | -- | --------- | ------------- | ------------ | ------------- |
| تمدید |           |           |    |           |               |              |               |
| ۸۱    | دروازه‌بان | حامد لک   | ۳۱ | ۱ فصل     | ۱۴۰۲          | ۳۰ بهمن ۱۴۰۰ | [ ۷۰ ] [ ۷۱ ] |
| ۳۸    | مدافع     | علی جودکی | ۲۱ | ۳ فصل     | ۱۴۰۳          | ۲ اسفند ۱۴۰۰ | [ ۷۲ ] [ ۷۳ ] |
| ۸۰    | هافبک     | محمد عمری | ۲۱ | ۵ فصل     | ۱۴۰۵          | ۲ اسفند ۱۴۰۰ | [ ۷۲ ] [ ۷۳ ] |

### خروجی زمستانی
| شماره | پست       | نام              | سن | به تیم | نوع انتقال | تاریخ        | منبع          |
| ----- | --------- | ---------------- | -- | ------ | ---------- | ------------ | ------------- |
| خروجی |           |                  |    |        |            |              |               |
| ۴۴    | دروازه‌بان | بوژیدار رادوشویچ | ۳۲ | نامشخص | دائم       | ۱۳ بهمن ۱۴۰۰ | [ ۷۴ ] [ ۷۵ ] |
| ۱۷    | مدافع     | مهدی شیری        | ۳۱ | فولاد  | دائم       | ۲۳ بهمن ۱۴۰۰ | [ ۷۶ ] [ ۷۷ ] |

## بازی‌های دوستانه
برد
      مساوی
      باخت
      برنامه‌ریزی شده

### پیش فصل
| ۶ شهریور ۱۴۰۰ | پرسپولیس                    | ۲–۰ | تیم ملی فوتبال دانشجویان ایران | تهران               |
| ۱۹:۱۰         | مهدی‌خانی ۵' · نعمتی ۶۰' (پ) |     |                                | ورزشگاه: شهید کاظمی |

| ۱۱ شهریور ۱۴۰۰ | پرسپولیس                                                  | ۵–۰ | امید پرسپولیس | تهران               |
|                | عالیشاه ۷' · جودکی ۸۰' · مهدی‌خانی ۸۴'، ۸۷' · شیری ۹۰' (پ) |     |               | ورزشگاه: شهید کاظمی |

| ۱۷ شهریور ۱۴۰۰ | پرسپولیس | ۱–۲ | گل‌گهر         | تهران               |
| ۱۸:۳۵          | عبدی ۶۱' |     | شاکری · حسینی | ورزشگاه: شهید کاظمی |

| ۳ مهر ۱۴۰۰ | پرسپولیس  | ۱–۱ | پیکان     | تهران               |
| ۱۶:۳۰      | پاکدل ۴۶' |     | ۸۰' صالحی | ورزشگاه: شهید کاظمی |

| ۹ مهر ۱۴۰۰ | پرسپولیس       | ۳–۰ | شهرداری آستارا | تهران               |
|            | اسدی · عالیشاه |     |                | ورزشگاه: شهید کاظمی |

| ۱۶ مهر ۱۴۰۰ | پرسپولیس                   | ۳–۱ | سپاهان | تهران                              |
| ۱۹:۰۰       | آل‌کثیر · حسینی ۴۸' · پاکدل |     | حسینی  | ورزشگاه: آزادی داور: امیر عرب‌براقی |

### طول فصل
| ۱ آبان ۱۴۰۰ | پرسپولیس | ۰–۰   | شهرداری نوشهر | تهران               |
|             |          | گزارش |               | ورزشگاه: شهید کاظمی |

| ۱۱ آبان ۱۴۰۰ | پرسپولیس          | ۲–۱   | نیروی زمینی | تهران               |
|              | ع. نعمتی · تیموری | گزارش |             | ورزشگاه: شهید کاظمی |

| ۲۲ آبان ۱۴۰۰ | پرسپولیس   | ۰–۰   | پدیده | تهران               |
| ۱۵:۱۰        | کامیابی‌نیا | گزارش |       | ورزشگاه: شهید کاظمی |

| ۴ آذر ۱۴۰۰ | پرسپولیس                       | ۲–۱   | نیروی زمینی | تهران               |
|            | حامد پاکدل ۲۵' · مهدی عبدی ۷۰' | گزارش |             | ورزشگاه: شهید کاظمی |

| ۹ آذر ۱۴۰۰ | پرسپولیس | ۰–۱   | گل‌گهر        | تهران               |
|            |          | گزارش | مرتضی تبریزی | ورزشگاه: شهید کاظمی |

| ۱۹ آذر ۱۴۰۰ | پرسپولیس                | ۲–۱   | شهدای رزکان | تهران               |
|             | مهدی عبدی · سیامک نعمتی | گزارش |             | ورزشگاه: شهید کاظمی |

| ۱۳ بهمن ۱۴۰۰ | پیکان                        | ۳-۲   | پرسپولیس                             | تهران             |
| ۱۵:۰۰        | حامد لک خودی' · پیمان رنجبری | گزارش | مهدی ترابی · احسان پهلوان · رضا اسدی | ورزشگاه: پیکانشهر |

| ۱۶ اسفند ۱۴۰۰ | پرسپولیس                 | ۱-۴   | کیا | تهران                |
|               | رضا اسدی · مهدی مهدی‌خانی | گزارش |     | ورزشگاه: نفت تهرانسر |

| ۹ فروردین ۱۴۰۱ | تیم ملی امید                             | ۱-۳   | پرسپولیس  | تهران                                |
| ۱۵:۰۰          | امیرعلی صادقی · حسین زواری · بهزاد سلامی | گزارش | مهدی عبدی | ورزشگاه: زمین شماره ۲ کمپ تیم‌های ملی |

| ۱ اردیبهشت ۱۴۰۱ | پرسپولیس               | ۲-۲   | نفت.م.س | تهران               |
|                 | رضا اسدی · سیامک نعمتی | گزارش |         | ورزشگاه: شهید کاظمی |

| ۷ اردیبهشت ۱۴۰۱ | پرسپولیس      | ۲-۱   | نیروی زمینی | تهران               |
|                 | شیرزاد تمیروف | گزارش |             | ورزشگاه: شهید کاظمی |

## رقابت‌ها

### بررسی مسابقات
آخرین به‌روزرسانی در: ۱۲ خرداد ۱۴۰۱

منبع: رقابت‌ها

### جدول لیگ
| رتبه | تیم            | بازی | برد | مساوی | باخت | گل زده | گل خورده | گل تفاضل | امتیاز | صعود یا سقوط                         |
| ---- | -------------- | ---- | --- | ----- | ---- | ------ | -------- | -------- | ------ | ------------------------------------ |
| ۱    | استقلال        | ۳۰   | ۱۹  | ۱۱    | ۰    | ۳۹     | ۱۰       | ۲۹+      | ۶۸     |                                      |
| ۲    | پرسپولیس       | ۳۰   | ۱۸  | ۹     | ۳    | ۴۴     | ۲۱       | ۲۳+      | ۶۳     |                                      |
| ۳    | سپاهان         | ۳۰   | ۱۶  | ۸     | ۶    | ۴۳     | ۲۱       | ۲۲+      | ۵۶     | صعود به مرحله‌گروهی لیگ قهرمانان آسیا |
| ۴    | گل‌گهر          | ۳۰   | ۱۳  | ۱۲    | ۵    | ۳۷     | ۲۸       | ۹+       | ۵۱     |                                      |
| ۵    | فولاد          | ۳۰   | ۱۳  | ۱۰    | ۷    | ۳۰     | ۲۲       | ۸+       | ۴۹     | صعود به مرحله‌گروهی لیگ قهرمانان آسیا |
| ۶    | مس رفسنجان     | ۳۰   | ۱۲  | ۹     | ۹    | ۳۹     | ۲۹       | ۱۰+      | ۴۵     |                                      |
| ۷    | ذوب‌آهن         | ۳۰   | ۱۰  | ۷     | ۱۳   | ۲۱     | ۲۵       | ۴−       | ۳۷     |                                      |
| ۸    | آلومینیوم اراک | ۳۰   | ۷   | ۱۶    | ۷    | ۲۰     | ۲۳       | ۳−       | ۳۷     |                                      |
| ۹    | پیکان          | ۳۰   | ۷   | ۱۵    | ۸    | ۲۶     | ۲۷       | ۱−       | ۳۶     |                                      |
| ۱۰   | صنعت نفت       | ۳۰   | ۹   | ۹     | ۱۲   | ۲۶     | ۳۰       | ۴−       | ۳۶     |                                      |
| ۱۱   | هوادار         | ۳۰   | ۸   | ۱۰    | ۱۲   | ۱۸     | ۲۵       | ۷−       | ۳۴     |                                      |
| ۱۲   | نساجی          | ۳۰   | ۶   | ۱۵    | ۹    | ۲۴     | ۳۴       | ۱۰−      | ۳۳     |                                      |
| ۱۳   | تراکتور        | ۳۰   | ۷   | ۱۰    | ۱۳   | ۲۶     | ۳۲       | ۶−       | ۳۱     |                                      |
| ۱۴   | نفت م.س        | ۳۰   | ۳   | ۱۳    | ۱۴   | ۱۴     | ۳۵       | ۲۱−      | ۲۲     |                                      |
| ۱۵   | شهر خودرو      | ۳۰   | ۲   | ۱۱    | ۱۷   | ۱۷     | ۴۳       | ۲۶−      | ۱۷     | سقوط به لیگ آزادگان                  |
| ۱۶   | فجر سپاسی      | ۳۰   | ۲   | ۱۱    | ۱۷   | ۱۰     | ۲۹       | ۱۹−      | ۱۷     | سقوط به لیگ آزادگان                  |

- نکته: نتایج بازی‌های رودررو پس از انجام تمامی مسابقات در پایان فصل لحاظ می‌شود.
یادداشت:

1. ↑  باشگاه استقلال به دلیل مالیکت مشترک با باشگاه پرسپولیس و همچنین بدهی مالی از مسابقات لیگ قهرمانان آسیا حذف شد.
2. ↑  باشگاه پرسپولیس به دلیل مالیکت مشترک با باشگاه استقلال و همچنین بدهی مالی از مسابقات لیگ قهرمانان آسیا حذف شد.
3. ↑  باشگاه گل‌گهر به دلیل عدم کسب مجوز حرفه ای اجازه حضور در مسابقات آسیایی را ندارد.
4. ↑  باشگاه فولاد به عنوان قهرمان جام حذفی به لیگ قهرمانان آسیا صعود کرد.

### دست‌آوردها در خانه و بیرون
| مجموع | مجموع  | مجموع | مجموع | مجموع | مجموع | مجموع | مجموع | خانه | خانه | خانه | خانه | خانه | خانه | مهمان | مهمان | مهمان | مهمان | مهمان | مهمان |
| بازی  | امتیاز | پ     | ت     | ش     | گ‌ز    | گ‌خ    | ت‌گ    | پ    | ت    | ش    | گ‌ز   | گ‌خ   | ت‌گ   | پ     | ت     | ش     | گ‌ز    | گ‌خ    | ت‌گ    |
| ----- | ------ | ----- | ----- | ----- | ----- | ----- | ----- | ---- | ---- | ---- | ---- | ---- | ---- | ----- | ----- | ----- | ----- | ----- | ----- |
| ۲۹    | ۶۰     | ۱۷    | ۹     | ۳     | ۴۱    | ۲۱    | ۲۰+   | ۱۱   | ۳    | ۱    | ۲۴   | ۱۰   | ۱۴+  | ۶     | ۶     | ۲     | ۱۷    | ۱۱    | ۶+    |

- این جدول آمار فقط مربوط به لیگ برتر است.

### روند هفته به هفته
| هفته    | ۱ | ۲ | ۳ | ۴ | ۵ | ۶ | ۷ | ۸ | ۹ | ۱۰ | ۱۱ | ۱۲ | ۱۳ | ۱۴ | ۱۵ | ۱۶ | ۱۷ | ۱۸ | ۱۹ | ۲۰ | ۲۱ | ۲۲ | ۲۳ | ۲۴ | ۲۵ | ۲۶ | ۲۷ | ۲۸ | ۲۹ | ۳۰ |
| ------- | - | - | - | - | - | - | - | - | - | -- | -- | -- | -- | -- | -- | -- | -- | -- | -- | -- | -- | -- | -- | -- | -- | -- | -- | -- | -- | -- |
| زمین    | ب | خ | ب | خ | ب | خ | خ | ب | خ | ب  | خ  | ب  | خ  | ب  | خ  | خ  | ب  | خ  | ب  | خ  | ب  | ب  | خ  | ب  | خ  | ب  | خ  | ب  | خ  | ب  |
| دست‌آورد | پ | پ | ش | م | م | پ | پ | م | م | پ  | پ  | پ  | پ  | م  | پ  | پ  | پ  | پ  | م  | پ  | ش  | پ  | م  | م  | پ  | م  | ش  | پ  | پ  | پ  |
| جایگاه  | ۲ | ۳ | ۵ | ۶ | ۷ | ۴ | ۲ | ۳ | ۶ | ۵  | ۳  | ۲  | ۲  | ۲  | ۲  | ۲  | ۲  | ۲  | ۲  | ۲  | ۲  | ۲  | ۲  | ۲  | ۲  | ۲  | ۳  | ۳  | ۲  | ۲  |

زمین: ب = بیرون از خانه، خ = داخل خانه. دست‌آورد: پ = پیروزی، ش = شکست، م = مساوی، ع = به تعویق افتاده.

### بازی‌ها
برد
      مساوی
      باخت
| ۳۰ مهر ۱۴۰۰ ۱ | فولاد                      | ۱–۳              | پرسپولیس                           | اهواز                                                                               |
| ۱۸:۰۰         | حردانی '۷۱ · پریرا ۷۷' (پ) | گزارش خلاصه بازی | ۶۱' اسدی · ۷۲' پاکدل · ۸۴' آل کثیر | ورزشگاه: فولاد آرنا تماشاگران: ۰ داور: محمدحسین ترابیان مرد مسابقه: اسدی (پرسپولیس) |

| ۵ آبان ۱۴۰۰ ۲ | پرسپولیس                                | ۲–۱              | نساجی                                | تهران                                                                            |
| ۱۸:۰۰         | عبدی ۴۲'، ۶۳' · آل کثیر '۷۹ · ترابی '۸۵ | گزارش خلاصه بازی | '۱۷ کلانتری · ۴۹' اسلامی · '۶۸ شجاعی | ورزشگاه: آزادی تماشاگران: ۰ داور: امیر عرب‌براقی مرد مسابقه: مهدی عبدی (پرسپولیس) |

| ۱۰ آبان ۱۴۰۰ ۳ | آلومینیوم اراک          | ۱–۰              | پرسپولیس            | اراک                                                                                        |
| ۱۶:۰۰          | احمدی '۲۰ · نقی‌زاده ۶۵' | گزارش خلاصه بازی | '۱۵ حسینی '۶۲ نعمتی | ورزشگاه: امام خمینی تماشاگران: ۰ داور: عبدالنبی پورخلف مرد مسابقه: نقی‌زاده (آلومینیوم اراک) |

| ۱۵ آبان ۱۴۰۰ ۴ | پرسپولیس               | ۱–۱              | گل گهر                                      | تهران                                                                          |
| ۱۸:۰۰          | آل کثیر ۵۳' · فرجی '۸۷ | گزارش خلاصه بازی | '۲۸ ۴۵+۲' سهرابیان · '۵۵ پورعلی · '۵۸ شکاری | ورزشگاه: آزادی تماشاگران: ۰ داور: بیژن حیدری مرد مسابقه: وحید امیری (پرسپولیس) |

| ۲۸ آبان ۱۴۰۰ ۵ | مس رفسنجان    | ۱–۱              | پرسپولیس                        | مس سرچشمه                                                                            |
| ۱۶:۰۰          | عقیل کعبی ۶۷' | گزارش خلاصه بازی | ۷۱' مهدی ترابی · '83 میلاد سرلک | ورزشگاه: شهید زینلی تماشاگران: ۰ داور: حسن اکرمی مرد مسابقه: امید عالیشاه (پرسپولیس) |

| ۳ آذر ۱۴۰۰ ۶ | پرسپولیس                   | ۱–۰              | صنعت نفت             | تهران                                                                                    |
| ۱۸:۰۰        | ترابی '۳۰ · میلاد سرلک ۷۲' | گزارش خلاصه بازی | '۳۸ گوهری '۸۵ ریکانی | ورزشگاه: آزادی تماشاگران: ۵۰۰۰ داور: سیدعلی اصغر مومنی مرد مسابقه: میلاد سرلک (پرسپولیس) |

| ۸ آذر ۱۴۰۰ ۷                             | پرسپولیس      | ۱–۰              | نفت مسجد سلیمان | تهران                                                                          |
| ۱۸:۰۰                                    | مهدی عبدی ۵۰' | گزارش خلاصه بازی | '۶۸ مهران امیری | ورزشگاه: آزادی تماشاگران: ۰ داور: کوپال ناظمی مرد مسابقه: علی نعمتی (پرسپولیس) |
| یادداشت: بازی با نیم ساعت تاخیر آغاز شد. |               |                  |                 |                                                                                |

| ۱۳ آذر ۱۴۰۰ ۸ | استقلال                                            | ۰–۰              | پرسپولیس                                                          | تهران                                                                              |
| ۱۶:۱۵         | کوین یامگا '۶۸ آرش رضاوند '۷۷ محمدحسین مرادمند '۹۳ | گزارش خلاصه بازی | '۲۴ کمال کامیابی‌نیا '۶۳ مهدی ترابی '۷۲امید عالیشاه '۹۲ سعید آقایی | ورزشگاه: آزادی تماشاگران: ۰ داور: موعود بنیادی‌فر مرد مسابقه: وحید امیری (پرسپولیس) |

| ۱۸ آذر ۱۴۰۰ ۹ | پرسپولیس                           | ۲–۲              | هوادار | تهران                                                                           |
| ۱۸:۰۰         | فرشاد فرجی ۴۱' · سیامک نعمتی ۱+۹۰' | گزارش خلاصه بازی | ۳۹' محمد حسینی · ۵۳' محمدجواد محمدی · '۵۴ محمدجواد محمدی · '۶۹ مهرداد بشاگردی · '۸۳ دانیال کردستانی · '۴+۹۰ معین عباسیان | ورزشگاه: آزادی تماشاگران: ۰ داور: علی صفایی مرد مسابقه: امید عالیشاه (پرسپولیس) |

| ۲۴ آذر ۱۴۰۰ ۱۰ | پیکان                                      | ۱–۳              | پرسپولیس                                                                                           | تهران                                                                                |
| ۱۶:۰۰          | محمد جواد آزاده '۲۱ · علیرضا کوشکی ۸۲' (پ) | گزارش خلاصه بازی | ۱۸' مهدی عبدی · '۲۴ سعید آقایی · ۶۴' عیسی آل کثیر · '۷۹ امید عالیشاه · '۸۰ حامد لک · ۹۰' علی شجاعی | ورزشگاه: دستگردی تماشاگران: ۰ داور: سیدرضا مهدوی مرد مسابقه: امید عالیشاه (پرسپولیس) |

| ۳ دی ۱۴۰۰ ۱۱ | پرسپولیس                                                                              | ۲–۰              | ذوب آهن                            | تهران                                                                             |
| ۱۷:۰۰        | محمد شریفی '۳۸ · پارسا جعفری ۶۰' (گل‌به‌خودی) · سید جلال حسینی '۶۶ · مهدی ترابی پ' (۸۸) | گزارش خلاصه بازی | حمید خدابنده لو '۲۲ محمد قریشی '۸۶ | ورزشگاه: آزادی تماشاگران: ۰ داور: مهدی سیدعلی مرد مسابقه: امید عالیشاه (پرسپولیس) |

| ۸ دی ۱۴۰۰ ۱۲ | سپاهان                                                | ۰–۱              | پرسپولیس                                                                              | اراک                                                                                             |
| ۱۶:۰۰        | فرشاد احمدزاده '۱۹ سروش رفیعی '۴۱ گیورگی گولسیانی '۴۵ | گزارش خلاصه بازی | ۳۳' کمال کامیابی‌نیا · '۴۲ علی نعمتی · '۴۵ میلاد سرلک · '۷۹سیامک نعمتی · '۹۲ علی شجاعی | ورزشگاه: ورزشگاه امام خمینی تماشاگران: ۰ داور: وحید کاظمی مرد مسابقه: کمال کامیابی‌نیا (پرسپولیس) |

| ۱۳ دی ۱۴۰۰ ۱۳ | پرسپولیس                                                                         | ۱-۲              | تراکتور                                                                               | تهران                                                                           |
| ۱۷:۰۰         | علی شجاعی '۸ · عیسی آل کثیر ۱۰' · سیامک نعمتی ۵۵' · حامد لک '۸۰ · فرشاد فرجی '۸۷ | گزارش خلاصه بازی | ۲۴' پیمان بابایی · '۴۰ عبدالله حسینی · '۵۸ علی نجفی · '۶۴ آرش قادری · '۸۳ بهزاد سلامی | ورزشگاه: آزادی تماشاگران: ۰ داور: پیام حیدری مرد مسابقه: سیامک نعمتی (پرسپولیس) |

| ۱۸ دی ۱۴۰۰ ۱۴ | شهر خودرو | ۱-۱              | پرسپولیس                                         | مشهد                                                                               |
| ۱۵:۰۰         | رحمان جعفری '۳۳ · احسان حسینی ۴۵' · مهرداد بایرامی '۵۷ · سعید جلالی راد '۸۶ · مسعود زائر کاظمی '۸۶ · مسعود زائر کاظمی '۹۱ · احسان حسینی '۹۴ | گزارش خلاصه بازی | ۳۱' (گل‌به‌خودی) مسعود زائر کاظمی · '۹۰ سعید آقایی | ورزشگاه: ثامن تماشاگران: ۰ داور: محمد حسین زاهدی فر مرد مسابقه: علی طاهران (پدیده) |

| ۲۳ دی ۱۴۰۰ ۱۵ | پرسپولیس                                                           | ۰-۱              | فجر سپاسی       | تهران                                                                              |
| ۱۷:۳۰         | مهدی ترابی ۶۹' · مهدی عبدی '۸۹ · احسان پهلوان '۹۳ · وحید امیری '۹۴ | گزارش خلاصه بازی | '۳۳ حسین مهربان | ورزشگاه: آزادی تماشاگران: ۰ داور: مرتضی منصوریان مرد مسابقه: مهدی ترابی (پرسپولیس) |

| ۲ بهمن ۱۴۰۰ ۱۶ | پرسپولیس                                         | ۰-۱              | فولاد | تهران                                                                        |
| ۱۸:۰۰          | مهدی عبدی ۴۹' · منوچهر صفروف '۵۵ · مهدی عبدی '۸۸ | گزارش خلاصه بازی |       | ورزشگاه: آزادی تماشاگران: ۰ داور: حسن اکرمی مرد مسابقه: مهدی عبدی (پرسپولیس) |

| ۲۴ بهمن ۱۴۰۰ ۱۷ | نساجی                                                                       | ۳-۱              | پرسپولیس                                                                                                  | مشهد                                                                                |
| ۱۷:۰۰           | کریم اسلامی ۱۶' · ایوب کلانتری '۲۸، '۷۸ · مسعود شجاعی '۴۸ · کریم اسلامی '۹۷ | گزارش خلاصه بازی | ۲' کمال کامیابی‌نیا · ۷' وحید امیری · '۵۰ احسان پهلوان · '۸۹ وحید امیری · ۹۱' حامد پاکدل · '۹۸ وحدت هنانوف | ورزشگاه: امام رضا تماشاگران: ۰ داور: سیدرضا مهدوی مرد مسابقه: وحید امیری (پرسپولیس) |

| ۲۹ بهمن ۱۴۰۰ ۱۸ | پرسپولیس                                       | ۰-۲              | آلومینیوم اراک      | تهران                                                                          |
| ۱۹:۳۰           | حامد پاکدل ۷۶' · وحید امیری '۸۷ · رضا اسدی ۹۴' | گزارش خلاصه بازی | '۴۵ میلاد فخرالدینی | ورزشگاه: آزادی تماشاگران: ۰ داور: پیام حیدری مرد مسابقه: حامد پاکدل (پرسپولیس) |

| ۴ اسفند ۱۴۰۰ ۱۹ | گل گهر                                                                                              | ۱-۱              | پرسپولیس                                            | سیرجان                                                                                     |
| ۱۷:۰۰           | علی اصغر عاشوری '۱۴ · آرمین سهرابیان '۲۲ · کیروس استنلی ۳۳' · بهنام برزای '۴۹ · محمدرضا خانزاده '۸۹ | گزارش خلاصه بازی | ۱۳' حامد پاکدل · '۳۰ کمال کامیابی‌نیا · '۷۱ رضا اسدی | ورزشگاه: شهیدسلیمانی تماشاگران: ۰ داور: محمدحسین ترابیان مرد مسابقه: کیروس استنلی (گل گهر) |

| ۹ اسفند ۱۴۰۰ ۲۰ | پرسپولیس                                                                 | ۱-۳              | مس رفسنجان                                        | تهران                                                                            |
| ۱۹:۰۰           | مهدی عبدی ۱۹' ۷۴' · کمال کامیابی‌نیا ۳۴' · سعید آقایی '۳۷ · علی شجاعی '۸۶ | گزارش خلاصه بازی | ۲۳' مجید علیاری · '۷۷ شاهین توکلی · '۹۰ عقیل کعبی | ورزشگاه: آزادی تماشاگران: ۰ داور: اشکان خورشیدی مرد مسابقه: مهدی عبدی (پرسپولیس) |

| ۱۵ اسفند ۱۴۰۰ ۲۱ | صنعت نفت                                                                                              | ۰-۲              | پرسپولیس         | آبادان                                                                                  |
| ۱۹:۳۰            | محمدرضا غبیشاوی ۷' · حسن بیت سعید '۲۱ · محمدرضا غبیشاوی '۶۰ · محمود مطلق زاده ۶۹' · امید حامدی فر '۷۵ | گزارش خلاصه بازی | '۸۰ احسان پهلوان | ورزشگاه: تختی تماشاگران: ۰ داور: محمدحسین زاهدی‌فرد مرد مسابقه: فرزین گروسیان (صنعت نفت) |

| ۲۰ اسفند ۱۴۰۰ ۲۲ | نفت مسجد سلیمان                | ۲-۱              | پرسپولیس                       | مسجد سلیمان                                                                       |
| ۱۸:۰۰            | پیمان میری ۷۷' · مجید عیدی '۸۷ | گزارش خلاصه بازی | ۹' ۲۰' رضا اسدی · '۲۶ رضا اسدی | ورزشگاه: بهنام محمدی تماشاگران: ۰ داور: علی صفایی مرد مسابقه: رضا اسدی (پرسپولیس) |

| ۲۶ اسفند ۱۴۰۰ ۲۳ | پرسپولیس                                                                                | ۱-۱              | استقلال                                              | تهران                                                                                      |
| ۱۷:۳۰            | شیرزاد تمیروف '۱۵ · فرشاد فرجی '۲۱ · علی نعمتی ۴۰' · سعید آقایی '۶۶ · رامین رضاییان '۶۸ | گزارش خلاصه بازی | ۸۱' رودی ژستد · '۸۷ زبیر نیک نفس · '۹۳ سیدحسین حسینی | ورزشگاه: آزادی تماشاگران: ۲۰۰۰۰ داور: سید مهدی سیدعلی مرد مسابقه: رامین رضاییان (پرسپولیس) |

| ۱۵ فروردین ۱۴۰۱ ۲۴ | هوادار                           | ۰-۰              | پرسپولیس                                                                         | تهران                                                                                |
| ۲۰:۴۵              | محمد ستاری '۵۸ سیدمحمد حسینی '۸۳ | گزارش خلاصه بازی | '۳۷ رامین رضاییان '۶۱ رضا اسدی '۷۳ مهدی ترابی '۷۹ امید عالیشاه '۸۳ شیرزاد تمیروف | ورزشگاه: پاس قوامین تماشاگران: ۰ داور: محمد حاج ملک مرد مسابقه: مسلم حق‌شناس (هوادار) |

| ۱۴ اردیبهشت ۱۴۰۱ ۲۵ | پرسپولیس                                                            | ۰-۲              | پیکان | تهران                                                                            |
| ۲۰:۴۰               | حامد پاکدل ۱۶' · امید عالیشاه '۳۲ · علی نعمتی ۴۹' '۵۰ · حامد لک '۸۵ | گزارش خلاصه بازی |       | ورزشگاه: آزادی تماشاگران: ۱۰۰۰۰ داور: رضا عادل مرد مسابقه: حامد پاکدل (پرسپولیس) |

| ۱۹ اردیبهشت ۱۴۰۱ ۲۶ | ذوب آهن                              | ۱-۱              | پرسپولیس                                                               | اصفهان                                                                            |
| ۱۸:۳۰               | سعید باقرپسند ۲' · سعید باقرپسند '۴۷ | گزارش خلاصه بازی | '۱۲ علی نعمتی · ۵۷' شیرزاد تمیروف · '۵۷ شیرزاد تمیروف · '۸۶ وحید امیری | ورزشگاه: فولادشهر تماشاگران: ۰ داور: پیام حیدری مرد مسابقه: مهدی ترابی (پرسپولیس) |

| ۲۴ اردیبهشت ۱۴۰۱ ۲۷ | پرسپولیس                            | ۲-۱              | سپاهان | سیرجان                                                                                 |
| ۲۱:۵۰               | کمال کامیابی‌نیا '۶۸ · علی نعمتی ۸۳' | گزارش خلاصه بازی | '۴۷ جلال الدین علی محمدی · ۳۶' محمد نژادمهدی · ۴۸' سجاد شهباززاده · '۷۰ محمد کریمی · '۸۲ دانیال اسماعیلی فر | ورزشگاه: شهید سلیمانی تماشاگران: ۰ داور: بیژن حیدری مرد مسابقه: محمد نژادمهدی (سپاهان) |

| ۲۹ اردیبهشت ۱۴۰۱ ۲۸ | تراکتور            | ۰(۰)-(۳)۰        | پرسپولیس                        | تبریز                                                    |
| ۱۹:۰۰ | محمد مسلمی پور '۶۳ | گزارش خلاصه بازی | '۴۵ میلاد سرلک · '۶۳ حامد پاکدل | ورزشگاه: یادگار امام تماشاگران: ۶۸۰۰۰ داور: سیدرضا مهدوی |
| یادداشت: دیدار برگشت تیم‌های فوتبال پرسپولیس و تراکتور پس از مشکلات فراوان و سنگ‌پرانی‌های تماشاگران میزبان در ورزشگاه یادگار امام تبریز، با تساوی بدون گل، نیمه تمام ماند. با اعلام کمیته انضباطی؛ تراکتور مقابل پرسپولیس 3 بر صفر بازنده شد.به دلیل تخلف هواداران پرسپولیس این تیم در فصل بعد بدون تماشاگر به مصاف تراکتور خواهد رفت.جالب است بدانید در این بازی اصلا هوادار پرسپولیس در ورزشگاه نبود. |                    |                  |                                 |                                                          |

### جام حذفی
برد
      مساوی
      باخت
| ۲۹ آذر ۱۴۰۰ ۱/۱۶ | پرسپولیس                                                                                    | ۴–۰              | ویستا توربین | تهران                                                                               |
| ۱۷:۳۰            | علیرضا ابراهیمی '۳۰ · محمد شریفی ۶۴' · سیامک نعمتی ۶۵' · عیسی آل کثیر ۸۰' · علی شجاعی ۹۴' · | گزارش خلاصه بازی |              | ورزشگاه: آزادی تماشاگران: ۰ داور: روح اله شریفی مرد مسابقه: عیسی آل کثیر (پرسپولیس) |

| ۲۷ دی ۱۴۰۰ ۱/۸ | ذوب آهن                          | ۳-۰              | پرسپولیس                                                                              | اصفهان                                                                                |
| ۱۵:۳۰          | پویا پورعلی '۲۹ رضا خالقی فر '۴۴ | گزارش خلاصه بازی | ۳۵' وحید امیری · ۶۲' مهدی عبدی · '۷۰ مهدی ترابی · '۷۳ سیدجلال حسینی · ۷۶' مهدی عبدی · | ورزشگاه: فولادشهر تماشاگران: ۰ داور: موعود بنیادی‌فرد مرد مسابقه: مهدی عبدی (پرسپولیس) |

| ۲۱ فروردین ۱۴۰۱ ۱/۴ | پرسپولیس | ۳-۲              | آلومینیوم | تهران                                                                                  |
| ۲۰:۳۰               | احسان پهلوان ۹' · مهدی ترابی ۴۸' · احمد گوهری '۷۰ · رامین رضاییان '۷۲ · رضا اسدی '۷۲ · میلاد سرلک '۹۲ · حامد پاکدل '۹۶ | گزارش خلاصه بازی | '۵ محمود قائد رحمتی · ۲۰' محمدرضا آزادی · '۴۵ میثم مجیدی · ۵۲' محمد علی نژاد · ۶۵' محمدرضا آزادی · '۷۲ وحید محمدزاده | ورزشگاه: آزادی تماشاگران: ۲۰۰۰۰ داور: وحید کاظمی مرد مسابقه: محمدرضا آزادی (آلومینیوم) |

### سوپر جام
برد
      مساوی
      باخت
| ۱۸ بهمن ۱۴۰۰ فینال | پرسپولیس                          | ۱-۰              | فولاد | سیرجان                                                                                     |
| ۱۷:۱۵              | رضا اسدی '۳۵ · مهدی شیری '۴۳، '۶۳ | گزارش خلاصه بازی | ۱۸' موسی کولیبالی · '۳۵ ساسان انصاری · '۴۰ محمد آبشک · '۵۰ سینا شاه عباسی · '۶۶ '۸۱ حمید بوحمدان · '۸۷ احسان مرادیان · '۹۱ مجتبی نجاریان | ورزشگاه: شهید سلیمانی تماشاگران: . داور: محمدرضا اکبریان مرد مسابقه: موسی کولیبالی (فولاد) |

### لیگ قهرمانان آسیا ۲۰۲۱
برد
      مساوی
      باخت
| ۲۳ شهریور ۱۴۰۰ ۱/۸ | استقلال دوشنبه | ۰–۱              | پرسپولیس                        | دوشنبه، تاجیکستان                                                      |
| ۱۹:۳۰              | صفروف '۸۰      | گزارش خلاصه بازی | '۱۹ فرجی · '۷۹ سرلک · ۹۰' ترابی | ورزشگاه: پامیر داور: هیرویوکی کیمورا مرد مسابقه: مهدی ترابی (پرسپولیس) |

| ۲۴ مهر ۱۴۰۰ ۱/۴ | پرسپولیس                              | ۰–۳              | الهلال                                                     | ریاض، عربستان سعودی                                                          |
| ۲۱:۰۰           | اسدی '۳۵ آقایی '۴۷ فرجی '۵۷ شریفی '۸۰ | گزارش خلاصه بازی | ۲۷' س. الدوسری · ۵۰'، ۷۰' گومیس · '۶۱ مارگا · '۷۲ ال بلیهی | ورزشگاه: امیر فیصل بن فهد داور: ریوجی ساتو مرد مسابقه: سالم الدوسری (الهلال) |

## آمار

### آمار کلی
- تعداد بازی، تعداد گل و پاس گل هر بازیکن مربوط به فصل جاری است. برای دیدن جزئیات هر بازیکن در هر پست به پایین صفحه مراجعه کنید.
- این بخش نیازمند بروزرسانی هست.

| ش.          | نام               | تاریخ تولد (سن)          | ملیت        | نقش(ها)      | از سال      | تعداد بازی‌ها | گل‌ها        | پاس گل‌ها    | پایان قرارداد | منتقل شده از    | هزینه نقل و انتقال | توضیحات     |
| دروازه‌بان‌ها | دروازه‌بان‌ها       | دروازه‌بان‌ها              | دروازه‌بان‌ها | دروازه‌بان‌ها  | دروازه‌بان‌ها | دروازه‌بان‌ها  | دروازه‌بان‌ها | دروازه‌بان‌ها | دروازه‌بان‌ها   | دروازه‌بان‌ها     | دروازه‌بان‌ها        | دروازه‌بان‌ها |
| ----------- | ----------------- | ------------------------ | ----------- | ------------ | ----------- | ------------ | ----------- | ----------- | ------------- | --------------- | ------------------ | ----------- |
| ۸۱          | حامد لک           | ۳ آذر ۱۳۶۹ (۳۰ سال)      | ایران       | GK           | ۱۳۹۹        | ۲۷           | ۰           | ۰           | ۱۴۰۱          | ماشین‌سازی       | رایگان             |             |
| ۹۹          | احمد گوهری        | ۲۲ دی ۱۳۷۴ (۲۶ سال)      | ایران       | GK           | ۱۴۰۰        | ۶            | ۰           | ۰           | ۱۴۰۲          | صنعت نفت        | رایگان             |             |
| ۴۴          | بوژیدار رادوشویچ  | ۴ آوریل ۱۹۸۹ (۳۲ سال)    | کرواسی      | GK           | ۱۳۹۵        | ۲            | ۰           | ۰           | ۱۴۰۲          | دبرسنی          | رایگان             |             |
| ۳۴          | امیرمحمد یوسفی    | ۵ اسفند ۱۳۷۸ (۲۱ سال)    | ایران       | GK           | ۱۳۹۹        | ۰            | ۰           | ۰           | ۱۴۰۱          | اکادمی          | رایگان             | زیر ۲۳ سال  |
| مدافع‌ها     |                   |                          |             |              |             |              |             |             |               |                 |                    |             |
| ۱۷          | مهدی شیری         | ۲ اسفند ۱۳۶۹ (۳۰ سال)    | ایران       | RB           | ۱۳۹۷        | ۱۹           | ۰           | ۱           | ۱۴۰۲          | پیکان           | رایگان             |             |
| ۲۷          | رامین رضاییان     | ۲۷ اسفند ۱۳۶۸ (۳۱ سال)   | ایران       | RB           | ۱۴۰۰        | ۱۳           | ۰           | ۴           | ۱۴۰۱          | الدحیل          | رایگان             |             |
| ۵۵          | منوچهر صفروف      | ۳۱ می ۲۰۰۱ (۲۰ سال)      | تاجیکستان   | RB           | ۱۴۰۰        | ۵            | ۰           | ۰           | ۱۴۰۳          | استقلال دوشنبه  | رایگان             | زیر ۲۳ سال  |
| ۴           | سید جلال حسینی    | ۱۴ بهمن ۱۳۶۰ (۳۹ سال)    | ایران       | CB           | ۱۳۹۵        | ۲۳           | ۰           | ۱           | پ.د. ح        | نفت تهران       | رایگان             |             |
| ۳           | فرشاد فرجی        | ۱۸ فروردین ۱۳۷۳ (۲۷ سال) | ایران       | CB           | ۱۳۹۹        | ۲۹           | ۱           | ۰           | ۱۴۰۱          | شهر خودرو       | رایگان             |             |
| ۶۶          | وحدت حنانوف       | ۲۵ ژوئیهٔ ۲۰۰۰ (۲۱ سال)   | تاجیکستان   | CB           | ۱۴۰۰        | ۱۱           | ۰           | ۰           | ۱۴۰۳          | استقلال دوشنبه  | رایگان             | زیر ۲۳ سال  |
| ۵           | علیرضا ابراهیمی   | ۱۸ آذر ۱۳۶۸ (۳۱ سال)     | ایران       | CB           | ۱۴۰۰        | ۱۲           | ۰           | ۰           | ۱۴۰۲          | گل‌گهر سیرجان    | رایگان             |             |
| ۶           | علی نعمتی         | ۱۸ بهمن ۱۳۷۴ (۲۵ سال)    | ایران       | CB           | ۱۴۰۰        | ۲۷           | ۴           | ۰           | ۱۴۰۳          | شهر خودرو       | رایگان             |             |
| ۷۷          | سعید آقایی        | ۲۰ بهمن ۱۳۷۳ (۲۶ سال)    | ایران       | LB           | ۱۳۹۹        | ۳۱           | ۰           | ۰           | ۱۴۰۱          | سپاهان          | رایگان             |             |
| ۳۸          | علی جودکی         | ۱ شهریور ۱۳۷۹ (۲۱ سال)   | ایران       | LB           | ۱۳۹۹        | ۰            | ۰           | ۰           | ۱۴۰۱          | اکادمی          | رایگان             | زیر ۲۳ سال  |
| هافبک‌ها     |                   |                          |             |              |             |              |             |             |               |                 |                    |             |
| ۸۸          | سیامک نعمتی       | ۲۸ فروردین ۱۳۷۳ (۲۷ سال) | ایران       | RM \| RB     | ۱۳۹۶        | ۱۷           | ۴           | ۲           | ۱۴۰۱          | پیکان           | رایگان             |             |
| ۸۰          | محمد عمری         | ۲۱ اسفند ۱۳۷۸ (۲۱ سال)   | ایران       | RM           | ۱۳۹۹        | ۴            | ۰           | ۰           | ۱۴۰۱          | اکادمی          | رایگان             | زیر ۲۳ سال  |
| ۱۱          | کمال کامیابی‌نیا   | ۲۸ دی ۱۳۶۷ (۳۲ سال)      | ایران       | CM           | ۱۳۹۴        | ۲۶           | ۳           | ۱           | ۱۴۰۳          | نفت تهران       | رایگان             |             |
| ۱۰          | میلاد سرلک        | ۶ فروردین ۱۳۷۴ (۲۶ سال)  | ایران       | CM           | ۱۳۹۹        | ۳۲           | ۱           | ۲           | ۱۴۰۱          | شهر خودرو       | رایگان             |             |
| ۸           | رضا اسدی          | ۲۷ دی ۱۳۷۴ (۲۵ سال)      | ایران       | CM           | ۱۴۰۰        | ۲۸           | ۴           | ۳           | ۱۴۰۱          | سنت پولتن       | رایگان             |             |
| ۱۸          | محمد شریفی        | ۲ فروردین ۱۳۷۹ (۲۱ سال)  | ایران       | CM           | ۱۳۹۹        | ۱۰           | ۱           | ۰           | ۱۴۰۱          | استقلال خوزستان | رایگان             |             |
| ۱۹          | وحید امیری        | ۱۳ فروردین ۱۳۶۷ (۳۳ سال) | ایران       | LM / RM / AM | ۱۳۹۵        | ۲۸           | ۲           | ۳           | ۱۴۰۳          | نفت تهران       | رایگان             |             |
| ۲           | امید عالیشاه      | ۲۰ دی ۱۳۷۰ (۲۹ سال)      | ایران       | LM / RM / AM | ۱۳۹۴        | ۲۱           | ۱           | ۵           | ۱۴۰۲          | راه‌آهن          | رایگان             |             |
| ۹           | مهدی ترابی        | ۱۹ شهریور ۱۳۷۳ (۲۷ سال)  | ایران       | LM           | ۱۳۹۷        | ۳۰           | ۵           | ۱۱          | ۱۴۰۱          | العربی قطر      | رایگان             |             |
| ۱۴          | احسان پهلوان      | ۳ مرداد ۱۳۷۲ (۲۸ سال)    | ایران       | LM           | ۱۳۹۹        | ۲۵           | ۱           | ۴           | ۱۴۰۱          | تراکتور         | رایگان             |             |
| ۲۳          | علی شجاعی         | ۸ بهمن ۱۳۷۵ (۲۴ سال)     | ایران       | LM / LB      | ۱۳۹۹        | ۱۸           | ۲           | ۱           | ۱۴۰۱          | نساجی مازندران  | رایگان             | زیر ۲۵ سال  |
| ۲۰          | رضا دهقانی        | ۱۷ دی ۱۳۷۶ (۲۳سال)       | ایران       | LM / RM      | ۱۴۰۰        | ۱            | ۰           | ۰           | ۱۴۰۲          | نساجی مازندران  | رایگان             |             |
| مهاجم‌ها     |                   |                          |             |              |             |              |             |             |               |                 |                    |             |
| ۷۲          | عیسی آل کثیر      | ۱۸ بهمن ۱۳۶۸ (۳۱ سال)    | ایران       | SS           | ۱۳۹۹        | ۱۷           | ۵           | ۲           | ۱۴۰۱          | صنعت نفت آبادان | رایگان             |             |
| ۱۶          | مهدی عبدی قرا     | ۹ آذر ۱۳۷۷ (۲۲ سال)      | ایران       | SS           | ۱۳۹۸        | ۳۲           | ۹           | ۲           | ۱۴۰۴          | اکادمی          | رایگان             | زیر ۲۵ سال  |
| ۴۰          | حامد پاکدل        | ۹ آبان ۱۳۷۰ (۳۰ سال)     | ایران       | SS           | ۱۴۰۰        | ۲۱           | ۵           | ۰           | ۱۴۰۲          | آلومینیوم اراک  | رایگان             |             |
| ۲۱          | محمدمهدی مهدی‌خانی | ۶ مرداد ۱۳۷۶ (۲۴ سال)    | ایران       | SS           | ۱۳۹۹        | ۴            | ۰           | ۰           | ۱۴۰۱          | واراژدین        | رایگان             | زیر ۲۵ سال  |
| ۷۰          | شیرزاد تمیروف     | ۲۷ اکتبر ۱۹۹۸ ‏(۲۳ سال)   | ازبکستان    | SS           | ۱۴۰۰        | ۹            | ۱           | ۰           | ۱۴۰۲          | پاختاکور        | رایگان             | زیر ۲۵ سال  |

### گلزنان
| رتبه       | شم         | ملیت       | پست        | نام             | لیگ برتر | جام حذفی | لیگ قهرمانان آسیا ۲۰۲۱ | سوپرجام | مجموع |
| ---------- | ---------- | ---------- | ---------- | --------------- | -------- | -------- | ---------------------- | ------- | ----- |
| ۱          | ۱۶         | ایران      | مهاجم      | مهدی عبدی       | ۷        | ۲        |                        |         | ۹     |
| ۲          | ۴۰         | ایران      | مهاجم      | حامد پاکدل      | ۵        |          |                        |         | ۵     |
| ۳          | ۷۲         | ایران      | مهاجم      | عیسی آل کثیر    | ۴        | ۱        |                        |         | ۵     |
| ۳          | ۹          | ایران      | هافبک      | مهدی ترابی      | ۳        | ۱        | ۱                      |         | ۵     |
| ۴          | ۸          | ایران      | هافبک      | رضا اسدی        | ۴        |          |                        |         | ۴     |
| ۴          | ۸۸         | ایران      | هافبک      | سیامک نعمتی     | ۳        | ۱        |                        |         | ۴     |
| ۴          | ۶          | ایران      | مدافع      | علی نعمتی       | ۴        |          |                        |         | ۴     |
| ۵          | ۱۱         | ایران      | هافبک      | کمال کامیابی‌نیا | ۳        |          |                        |         | ۳     |
| ۶          | ۲۳         | ایران      | هافبک      | علی شجاعی       | ۱        | ۱        |                        |         | ۲     |
| ۶          | ۱۹         | ایران      | هافبک      | وحید امیری      | ۱        | ۱        |                        |         | ۲     |
| ۷          | ۱۰         | ایران      | هافبک      | میلاد سرلک      | ۱        |          |                        |         | ۱     |
| ۷          | ۳          | ایران      | مدافع      | فرشاد فرجی      | ۱        |          |                        |         | ۱     |
| ۷          | ۱۸         | ایران      | هافبک      | محمد شریفی      |          | ۱        |                        |         | ۱     |
| ۷          | ۱۴         | ایران      | مدافع      | احسان پهلوان    |          | ۱        |                        |         | ۱     |
| ۷          | ۷۰         | ازبکستان   | مهاجم      | شیرزاد تمیروف   | ۱        |          |                        |         | ۱     |
| ۷          | ۲          | ایران      | مهاجم      | امید عالیشاه    | ۱        |          |                        |         | ۱     |
| گل به خودی | گل به خودی | گل به خودی | گل به خودی | گل به خودی      | ۲        |          |                        |         | ۲     |
| مجموع      | مجموع      | مجموع      | مجموع      | مجموع           | ۴۱       | ۹        | ۱                      | ۰       | ۵۱    |

### پاس گل
| رتبه  | شماره | ملیت  | پست   | نام             | لیگ برتر | جام حذفی | لیگ قهرمانان آسیا ۲۰۲۱ | سوپرجام | مجموع |
| ----- | ----- | ----- | ----- | --------------- | -------- | -------- | ---------------------- | ------- | ----- |
| ۱     | ۹     | ایران | هافبک | مهدی ترابی      | ۱۱       |          |                        |         | ۱۱    |
| ۲     | ۲     | ایران | هافبک | امید عالیشاه    | ۴        | ۱        |                        |         | ۵     |
| ۳     | ۸     | ایران | هافبک | رضا اسدی        | ۳        |          | ۱                      |         | ۴     |
| ۳     | ۱۴    | ایران | هافبک | احسان پهلوان    | ۲        | ۲        |                        |         | ۴     |
| ۳     | ۲۷    | ایران | مدافع | رامین رضاییان   | ۴        |          |                        |         | ۴     |
| ۴     | ۱۹    | ایران | هافبک | وحید امیری      | ۳        |          |                        |         | ۳     |
| ۵     | ۷۲    | ایران | مهاجم | عیسی آل کثیر    |          | ۲        |                        |         | ۲     |
| ۵     | ۱۰    | ایران | هافبک | میلاد سرلک      | ۱        | ۱        |                        |         | ۲     |
| ۵     | ۱۶    | ایران | مهاجم | مهدی عبدی       | ۲        |          |                        |         | ۲     |
| ۵     | ۸۸    | ایران | هافبک | سیامک نعمتی     | ۱        | ۱        |                        |         | ۲     |
| ۶     | ۴     | ایران | مدافع | سید جلال حسینی  | ۱        |          |                        |         | ۱     |
| ۶     | ۲۳    | ایران | هافبک | علی شجاعی       | ۱        |          |                        |         | ۱     |
| ۶     | ۱۱    | ایران | هافبک | کمال کامیابی‌نیا | ۱        |          |                        |         | ۱     |
| مجموع | مجموع | مجموع | مجموع | مجموع           | ۳۴       | ۷        | ۱                      | ۰       | ۴۲    |

### دروازه‌بان‌ها
|       |       |        |                  | لیگ برتر | لیگ برتر | لیگ برتر | جام حذفی | جام حذفی | جام حذفی | لیگ قهرمانان آسیا ۲۰۲۱ | لیگ قهرمانان آسیا ۲۰۲۱ | لیگ قهرمانان آسیا ۲۰۲۱ | سوپرجام | سوپرجام | سوپرجام | مجموع | مجموع | مجموع |
| رتبه  | شم    | ملیت   | نام              | م        | گ‌خ       | ک‌ش       | م        | گ‌خ       | ک‌ش       | م                      | گ‌خ                     | ک‌ش                     | م       | گ‌خ      | ک‌ش      | م     | گ‌خ    | ک‌ش    |
| ----- | ----- | ------ | ---------------- | -------- | -------- | -------- | -------- | -------- | -------- | ---------------------- | ---------------------- | ---------------------- | ------- | ------- | ------- | ----- | ----- | ----- |
| ۱     | ۸۱    | ایران  | حامد لک          | ۲۲       | ۱۶       | ۹        | ۲        | ۰        | ۲        | ۲                      | ۳                      | ۱                      | ۱       | ۱       | ۰       | ۲۷    | ۲۰    | ۱۲    |
| ۲     | ۹۹    | ایران  | احمد گوهری       | ۵        | ۳        | ۲        | ۱        | ۳        | ۰        |                        |                        |                        |         |         |         | ۶     | ۶     | ۲     |
| ۳     | ۴۴    | کرواسی | بوژیدار رادوشویچ | ۲        | ۲        |          |          |          |          |                        |                        |                        |         |         |         | ۲     | ۲     |       |
| ۴     | ۳۴    | ایران  | امیرمحمد یوسفی   |          |          |          |          |          |          |                        |                        |                        |         |         |         |       |       |       |
| مجموع | مجموع | مجموع  | مجموع            | ۲۹       | ۲۱       | ۱۱       | ۳        | ۳        | ۲        | ۲                      | ۳                      | ۱                      | ۱       | ۱       | ۰       | ۳۵    | ۲۸    | ۱۴    |

### بهترین بازیکن مسابقه
| رتبه | شم    | ملیت  | پست   | نام             | لیگ برتر | جام حذفی | لیگ قهرمانان آسیا ۲۰۲۱ | سوپرجام | مجموع |    |
| ---- | ----- | ----- | ----- | --------------- | -------- | -------- | ---------------------- | ------- | ----- | -- |
| ۱    | ۲     | ایران | هافبک | امید عالیشاه    | ۵        |          |                        |         | ۵     |    |
| ۱    | ۱۶    | ایران | مهاجم | مهدی عبدی       | ۳        | ۱        |                        |         | ۴     |    |
| ۲    | ۱۹    | ایران | هافبک | وحید امیری      | ۳        |          |                        |         | ۳     |    |
| ۲    | ۹     | ایران | هافبک | مهدی ترابی      | ۲        |          | ۱                      |         | ۳     |    |
| ۳    | ۸     | ایران | هافبک | رضا اسدی        | ۲        |          |                        |         | ۲     |    |
| ۳    | ۴۰    | ایران | مهاجم | حامد پاکدل      | ۲        |          |                        |         | ۲     |    |
| ۳    | ۸۸    | ایران | هافبک | سیامک نعمتی     | ۲        |          |                        |         | ۲     |    |
| ۴    | ۱۰    | ایران | هافبک | میلاد سرلک      | ۱        |          |                        |         | ۱     |    |
| ۴    | ۶     | ایران | مدافع | علی نعمتی       | ۱        |          |                        |         | ۱     |    |
| ۴    | ۷۲    | ایران | مهاجم | عیسی آل کثیر    |          | ۱        |                        |         | ۱     |    |
| ۴    | ۱۱    | ایران | هافبک | کمال کامیابی‌نیا | ۱        |          |                        |         | ۱     |    |
| ۴    | ۲۷    | ایران | مدافع | رامین رضاییان   | ۱        |          |                        |         | ۱     |    |
| ۴    | مجموع | مجموع | مجموع | مجموع           | مجموع    | ۲۳       | ۲                      | ۱       | ۰     | ۲۶ |

### کاپیتان
| نام              | لیگ برتر      | جام حذفی | لیگ قهرمانان آسیا ۲۰۲۱ | سوپرجام |
| ---------------- | ------------- | -------- | ---------------------- | ------- |
| سید جلال حسینی   | ۱۶            | ۱        | ۲                      | ۱       |
| امید عالیشاه     | ۴             | ۱        |                        |         |
| کمال کامیابی نیا | ۶             |          |                        |         |
| وحید امیری       | ۳             |          |                        |         |
| سیامک نعمتی      |               | ۱        |                        |         |
| یادکرد           | [ ۷۹ ] [ ۸۰ ] | [ ۸۱ ]   |                        |         |

- فقط کاپیتان هایی که بازی را شروع کرده اند.

### کارت‌ها
|       |            |           |                 | لیگ برتر | لیگ برتر | لیگ برتر | جام حذفی | جام حذفی | جام حذفی | لیگ قهرمانان آسیا ۲۰۲۱ | لیگ قهرمانان آسیا ۲۰۲۱ | لیگ قهرمانان آسیا ۲۰۲۱ | سوپرجام | سوپرجام | سوپرجام | مجموع | مجموع | مجموع |
| ش     | پست        | م         | نام             |          |          |          |          |          |          |                        |                        |                        |         |         |         |       |       |       |
| ----- | ---------- | --------- | --------------- | -------- | -------- | -------- | -------- | -------- | -------- | ---------------------- | ---------------------- | ---------------------- | ------- | ------- | ------- | ----- | ----- | ----- |
| ۸     | هافبک      | ایران     | رضا اسدی        | ۴        |          |          | ۱        |          |          | ۱                      |                        |                        | ۱       |         |         | ۷     |       |       |
| ۷۷    | مدافع      | ایران     | سعید آقایی      | ۵        |          |          |          |          |          | ۱                      |                        |                        |         |         |         | ۶     |       |       |
| ۹     | هافبک      | ایران     | مهدی ترابی      | ۵        |          |          | ۱        |          |          |                        |                        |                        |         |         |         | ۶     |       |       |
| ۳     | مدافع      | ایران     | فرشاد فرجی      | ۴        |          |          |          |          |          | ۲                      |                        |                        |         |         |         | ۶     |       |       |
| ۱۹    | هافبک      | ایران     | وحید امیری      | ۴        |          |          |          |          |          |                        |                        |                        |         |         |         | ۴     |       |       |
| ۸۱    | دروازه بان | ایران     | حامد لک         | ۴        |          |          |          |          |          |                        |                        |                        |         |         |         | ۴     |       |       |
| ۶     | مدافع      | ایران     | علی نعمتی       | ۴        |          |          |          |          |          |                        |                        |                        |         |         |         | ۴     |       |       |
| ۲۳    | هافبک      | ایران     | علی شجاعی       | ۴        |          |          |          |          |          |                        |                        |                        |         |         |         | ۴     |       |       |
| ۴     | مدافع      | ایران     | سید جلال حسینی  | ۳        |          |          | ۱        |          |          |                        |                        |                        |         |         |         | ۴     |       |       |
| ۱۰    | هافبک      | ایران     | میلاد سرلک      | ۲        |          |          | ۱        |          |          | ۱                      |                        |                        |         |         |         | ۴     |       |       |
| ۲     | هافبک      | ایران     | امید عالیشاه    | ۳        |          | ۱        |          |          |          |                        |                        |                        |         |         |         | ۳     |       | ۱     |
| ۱۱    | هافبک      | ایران     | کمال کامیابی‌نیا | ۳        |          |          |          |          |          |                        |                        |                        |         |         |         | ۳     |       |       |
| ۸۸    | هافبک      | ایران     | سیامک نعمتی     | ۳        |          |          |          |          |          |                        |                        |                        |         |         |         | ۳     |       |       |
| ۱۴    | هافبک      | ایران     | احسان پهلوان    | ۳        |          |          |          |          |          |                        |                        |                        |         |         |         | ۳     |       |       |
| ۷۰    | مدافع      | ازبکستان  | شیرزاد تمیروف   | ۳        |          |          |          |          |          |                        |                        |                        |         |         |         | ۳     |       |       |
| ۲۷    | مدافع      | ایران     | رامین رضاییان   | ۲        |          |          | ۱        |          |          |                        |                        |                        |         |         |         | ۳     |       |       |
| ۱۶    | مهاجم      | ایران     | مهدی عبدی       | ۲        |          |          |          |          |          |                        |                        |                        |         |         |         | ۲     |       |       |
| ۱۸    | هافبک      | ایران     | محمد شریفی      | ۱        |          |          |          |          |          | ۱                      |                        |                        |         |         |         | ۲     |       |       |
| ۷۲    | مهاجم      | ایران     | عیسی آل کثیر    | ۱        |          |          |          |          |          |                        |                        |                        |         |         |         | ۱     |       |       |
| ۵     | مدافع      | ایران     | علیرضا ابراهیمی |          |          |          | ۱        |          |          |                        |                        |                        |         |         |         | ۱     |       |       |
| ۵۵    | مدافع      | تاجیکستان | منوچهر صفروف    | ۱        |          |          |          |          |          |                        |                        |                        |         |         |         | ۱     |       |       |
| ۶۶    | مدافع      | تاجیکستان | وحدت حنانوف     | ۱        |          |          |          |          |          |                        |                        |                        |         |         |         | ۱     |       |       |
| ۹۹    | دروازه بان | ایران     | احمد گوهری      |          |          |          | ۱        |          |          |                        |                        |                        |         |         |         | ۱     |       |       |
| ۴۰    | مهاجم      | ایران     | حامد پاکدل      |          |          |          | ۱        |          |          |                        |                        |                        |         |         |         | ۱     |       |       |
| ۱۷    | مدافع      | ایران     | مهدی شیری       |          |          |          |          |          |          |                        |                        |                        | ۱       | ۱       |         | ۲     | ۱     |       |
| مجموع | مجموع      | مجموع     | مجموع           | ۶۲       | ۰        | ۱        | ۸        | ۰        | ۰        | ۶                      | ۰                      | ۰                      | ۱       | ۱       | ۰       | ۷۸    | ۰     | ۱     |

#### محرومیت ها
| ش. | پست | م     | بازیکن     | تعداد بازی‌های اعمال شده | دلیل             | رقابت    | حریف(ها) | منبع   |
| -- | --- | ----- | ---------- | ----------------------- | ---------------- | -------- | -------- | ------ |
| ۷۷ | DF  | ایران | سعید آقایی | ۱                       | چهارمین کارت زرد | لیگ برتر | صنعت نفت | [ ۸۲ ] |
| ۹  | LM  | ایران | مهدی ترابی | ۱                       | چهارمین کارت زرد | لیگ برتر | پیکان    | [ ۸۳ ] |
| ۸۱ | GK  | ایران | حامد لک    | ۱                       | چهارمین کارت زرد | لیگ برتر | فجرسپاسی | [ ۸۴ ] |
| ۸  | CM  | ایران | رضا اسدی   | ۱                       | چهارمین کارت زرد | لیگ برتر | فجرسپاسی | [ ۸۴ ] |
| ۲۳ | CM  | ایران | علی شجاعی  | ۱                       | چهارمین کارت زرد | لیگ برتر | فجرسپاسی | [ ۸۵ ] |

### تعداد بازی
| شم | ملیت      | پست       | نام              | لیگ برتر | جام حذفی | لیگ قهرمانان آسیا ۲۰۲۱ | سوپرجام |
| -- | --------- | --------- | ---------------- | -------- | -------- | ---------------------- | ------- |
| ۸۱ | ایران     | دروازه‌بان | حامد لک          | ۲۲       | ۲        | ۲                      | ۱       |
| ۹۹ | ایران     | دروازه‌بان | احمد گوهری       | ۵        | ۱        | ۰                      | ۰       |
| ۲۷ | ایران     | مدافع     | رامین رضاییان    | ۱۲       | ۱        | ۰                      | ۰       |
| ۴  | ایران     | مدافع     | سید جلال حسینی   | ۱۹       | ۱        | ۲                      | ۱       |
| ۳  | ایران     | مدافع     | فرشاد فرجی       | ۲۳       | ۳        | ۲                      | ۱       |
| ۶  | ایران     | هافبک     | علی نعمتی        | ۲۳       | ۳        | ۰                      | ۱       |
| ۷۷ | ایران     | مدافع     | سعید آقایی       | ۲۵       | ۳        | ۲                      | ۱       |
| ۱۰ | ایران     | هافبک     | میلاد سرلک       | ۲۷       | ۳        | ۲                      | ۰       |
| ۱۹ | ایران     | هافبک     | وحید امیری       | ۲۴       | ۱        | ۲                      | ۱       |
| ۹  | ایران     | هافبک     | مهدی ترابی       | ۲۶       | ۲        | ۲                      | ۰       |
| ۱۶ | ایران     | مهاجم     | مهدی عبدی        | ۲۶       | ۳        | ۲                      | ۱       |
| ۷۲ | ایران     | مهاجم     | عیسی آل کثیر     | ۱۴       | ۱        | ۲                      | ۰       |
| ۴۰ | ایران     | مهاجم     | حامد پاکدل       | ۱۷       | ۱        | ۲                      | ۱       |
| ۸  | ایران     | هافبک     | رضا اسدی         | ۲۳       | ۲        | ۲                      | ۱       |
| ۱۴ | ایران     | هافبک     | احسان پهلوان     | ۲۱       | ۳        | ۱                      | ۰       |
| ۲  | ایران     | هافبک     | امید عالیشاه     | ۱۶       | ۲        | ۲                      | ۱       |
| ۸۸ | ایران     | هافبک     | سیامک نعمتی      | ۱۳       | ۲        | ۲                      | ۰       |
| ۱۸ | ایران     | هافبک     | محمد شریفی       | ۸        | ۱        | ۱                      | ۰       |
| ۱۱ | ایران     | هافبک     | کمال کامیابی نیا | ۲۲       | ۳        | ۰                      | ۱       |
| ۵  | ایران     | مدافع     | علیرضا ابراهیمی  | ۱۰       | ۱        | ۰                      | ۱       |
| ۲۳ | ایران     | هافبک     | علی شجاعی        | ۱۵       | ۲        | ۰                      | ۱       |
| ۸۰ | ایران     | هافبک     | محمد عمری        | ۳        | ۱        | ۰                      | ۰       |
| ۲۱ | ایران     | مهاجم     | مهدی مهدی خانی   | ۴        | ۰        | ۰                      | ۰       |
| ۶۶ | تاجیکستان | مدافع     | وحدت حنانوف      | ۸        | ۲        | ۰                      | ۱       |
| ۵۵ | تاجیکستان | مدافع     | منوچهر صفروف     | ۲        | ۲        | ۰                      | ۱       |
| ۷۰ | ازبکستان  | مهاجم     | شیرزاد تمیروف    | ۸        | ۱        | ۰                      | ۰       |
| ۱۷ | ایران     | مدافع     | مهدی شیری        | ۱۶       | ۱        | ۱                      | ۱       |
| ۲۰ | ایران     | هافبک     | رضا دهقانی       | ۱        | ۰        | ۰                      | ۰       |
| ۴۴ | کرواسی    | دروازه‌بان | بوژیدار رادوشویچ | ۲        | ۰        | ۰                      | ۰       |

## گزارش تصویری
| ۱.  | ۳۰ مهر ۱۴۰۰      | اهواز، ایران       | گزارش تصویری/ فولاد خوزستان ۱ - پرسپولیس ۳         |
| ۲.  | ۵ آبان ۱۴۰۰      | تهران، ایران       | گزارش تصویری/ پرسپولیس ۲ - نساجی مازندران ۱        |
| ۳.  | ۱۰ آبان ۱۴۰۰     | اراک، ایران        | گزارش تصویری/ آلومینیوم اراک ۱ - پرسپولیس ۰        |
| ۴.  | ۱۵ آبان ۱۴۰۰     | تهران، ایران       | گزارش تصویری/ پرسپولیس ۱ - گل گهر ۱                |
| ۵.  | ۲۸ آبان ۱۴۰۰     | رفسنجان، ایران     | گزارش تصویری/ مس رفسنجان ۱ - پرسپولیس ۱            |
| ۶.  | ۳ آذر ۱۴۰۰       | تهران، ایران       | گزارش تصویری/ پرسپولیس ۱ - نفت آبادان ۰            |
| ۷.  | ۸ آذر ۱۴۰۰       | تهران، ایران       | گزارش تصویری/ پرسپولیس ۱ - نفت مسجدسلیمان ۰        |
| ۸.  | ۱۳ آذر ۱۴۰۰      | تهران، ایران       | گزارش تصویری/ استقلال۰ - پرسپولیس ۰                |
| ۹.  | ۱۸ آذر ۱۴۰۰      | تهران، ایران       | گزارش تصویری/ پرسپولیس ۲ - هوادار ۲                |
| ۱۰. | ۲۴ آذر ۱۴۰۰      | تهران، ایران       | گزارش تصویری / پیکان ۱ - پرسپولیس ۳                |
| ۱۱. | ۳ دی ۱۴۰۰        | تهران، ایران       | گزارش تصویری/ پرسپولیس ۲ - ذوب آهن ۰               |
| ۱۲. | ۸ دی ۱۴۰۰        | اراک، ایران        | گزارش تصویری/ سپاهان ۰ - پرسپولیس ۱                |
| ۱۳. | ۱۳ دی ۱۴۰۰       | تهران، ایران       | گزارش تصویری/ پرسپولیس ۲ - تراکتور ۱               |
| ۱۴. | ۱۸ دی ۱۴۰۰       | مشهد، ایران        | گزارش تصویری/ پدیده مشهد ۱ - پرسپولیس ۱            |
| ۱۵. | ۲۳ دی ۱۴۰۰       | تهران، ایران       | گزارش تصویری/ پرسپولیس ۱ - فجرشهید سپاسی ۰         |
| ۱۶. | ۲ بهمن ۱۴۰۰      | تهران، ایران       | گزارش تصویری/ پرسپولیس ۱ - فولاد خوزستان ۰         |
| ۱۷. | ۲۴ بهمن ۱۴۰۰     | مشهد، ایران        | گزارش تصویری/ نساجی 1 - پرسپولیس ۳                 |
| ۱۸. | ۲۹ بهمن ۱۴۰۰     | تهران، ایران       | گزارش تصویری/پرسپولیس ۲ - آلومینیوم اراک ۰         |
| ۱۹. | ۴ اسفند ۱۴۰۰     | سیرجان، ایران      | گزارش تصویری/گل گهر سیرجان ۱ - پرسپولیس ۱          |
| ۲۰. | ۹ اسفند ۱۴۰۰     | تهران، ایران       | گزارش تصویری/ پرسپولیس ۳ - مس رفسنجان ۱            |
| ۲۱. | ۱۵ اسفند ۱۴۰۰    | ابادان، ایران      | گزارش تصویری/ صنعت نفت آبادان ۲ - پرسپولیس تهران ۰ |
| ۲۲. | ۲۰ اسفند ۱۴۰۰    | مسجد سلیمان، ایران | گزارش تصویری/ نفت مسجد سلیمان ۱ - پرسپولیس ۲       |
| ۲۳. | ۲۶ اسفند ۱۴۰۰    | تهران، ایران       | گزارش تصویری/ پرسپولیس ۱ - استقلال ۱               |
| ۲۴. | ۱۵ فروردين ۱۴۰۱  | تهران، ایران       | گزارش تصویری/ هوادار ۰ - پرسپولیس ۰                |
| ۲۵. | ۱۴ ارديبهشت ۱۴۰۱ | تهران، ایران       | گزارش تصویری/ پرسپولیس ۲ - پیکان ۰                 |
| ۲۶. | ۱۹ ارديبهشت ۱۴۰۱ | اصفهان، ایران      | گزارش تصویری/ ذوب آهن ۱ - پرسپولیس ۱               |
| ۲۷. | ۲۴ ارديبهشت ۱۴۰۱ | سیرجان، ایران      | گزارش تصویری/ پرسپولیس ۱ - سپاهان ۲                |
| ۲۸. | ۲۹ ارديبهشت ۱۴۰۱ | تبریز، ایران       | گزارش تصویری/ تراکتور ۰ - پرسپولیس ۰               |
| ۲۹. | ۸ خرداد ۱۴۰۱     | تهران، ایران       | گزارش تصویری/ پرسپولیس ۲ - شهرخودرو ۱              |
| ۳۰. | ۱۲ خرداد ۱۴۰۱    | تهران، ایران       | گزارش تصویری/ پرسپولیس ۱ - فجرسپاسی ۰              |

| ۱. | ۲۹ آذر ۱۴۰۰     | تهران، ایران  | گزارش تصویری/ پرسپولیس ۴ - ویستاتوربین ۰ |
| ۲. | ۲۷ دی ۱۴۰۰      | اصفهان، ایران | گزارش تصویری/ذوب آهن ۰ - پرسپولیس ۳      |
| ۳. | ۲۱ فروردين ۱۴۰۱ | تهران، ایران  | گزارش تصویری/ پرسپولیس ۲ - آلومینیوم ۳   |

| ۱. | ۱۸ بهمن ۱۴۰۰ | سیرجان، ایران | گزارش تصویری/ پرسپولیس ۰ - فولاد خوزستان ۱ |